# 古基镇
古基镇是中华人民共和国贵州省毕节市赫章县下辖的一个行政建制镇。
2017年11月9日，贵州省人民政府批复同意撤销古基乡，设置古基镇，撤乡设镇后行政区域和政府驻地不变。

## 行政区划
古基镇下辖以下村级行政区划单位：
古基村、海子村、长冲村、革闹村、中寨村、着多村、桃园村、水库村、发倮村、苏庄村、垮基村、青龙村、水塘村、元宝村、元寨村和团山村。